# 瀬戸の花嫁のディスコグラフィ
瀬戸の花嫁のディスコグラフィでは、漫画・テレビアニメ『瀬戸の花嫁』の関連CDについて記述する。ここでは、正規で販売されたもののみとし、特典のCDなどの非売品は除く。

## 主題歌

### Romantic summer
「Romantic summer」（ロマンティック サマー）は、SUN&LUNARの1枚目のシングル。2007年4月25日にavex entertainmentから発売された。

「Romantic summer」はテレビアニメ『瀬戸の花嫁』オープニングテーマで、「涙一輪」は同アニメ挿入歌として使用されている。
作詞・作曲・編曲は全て桃井はるこが、担当している。桃井は、「燦役と瑠奈役の人が歌いますからと言われて作ってのがこの曲で、まさか自分がっ?　なぬーっ!?」となったと語っている。
SUN&LUNARは同アニメのメインヒロイン・瀬戸燦（桃井はるこ）、江戸前留奈（野川さくら）の2人で構成されるユニット。
ジャケットは瀬戸燦と江戸前留奈がプリントされている。初回特典として、瀬戸燦と江戸前留奈の特製カードがランダムに封入されている。
収録曲
1. Romantic summer [3:45]
歌：SUN&LUNAR[メンバー 1]
作詞・作曲・編曲：桃井はるこ
2. 涙一輪 [2:24]
歌：瀬戸燦（桃井はるこ）
作詞：松井五郎、作曲・編曲：梅堀淳
3. Romantic summer instrumental version
4. 涙一輪 instrumental version

カバー・ソロバージョン
- 瀬戸燦（桃井はるこ）Romantic summer SUN ver.　(『瀬戸の花嫁 ミニアルバム SUNSHINE』)
- 江戸前留奈（野川さくら）　Romantic summer LUNAR ver.(『瀬戸の花嫁 ミニアルバム MOONLIGHT』)
- 瀬戸花えんじぇるず（桃井はるこ、野川さくら、森永理科、喜多村英梨）Romantic summer 2009(『瀬戸の花嫁 OVA ミニアルバム 仁義』)
- 桃井はるこ Romantic summer -momo-i version-(『Sunday early morning』)
- 銭形巡、委員長（森永理科、力丸乃りこ）、Romantic summer(八中女子やりすぎMIX)　(『瀬戸の花嫁 歌謡全集 仁侠篇』)　- 本曲の替え歌。

### Dan Dan Dan
「Dan Dan Dan」（ダン・ダン・ダン）は、SUN&LUNARの2枚目のシングル。2007年8月22日にavex entertainmentから発売された。
SUN&LUNARはテレビアニメ『瀬戸の花嫁』のメインヒロイン、瀬戸燦（桃井はるこ）、江戸前留奈（野川さくら）の2人で構成されるユニット。表題曲「Dan Dan Dan」は同アニメ第14話から25話までエンディングテーマとして使用されている。ジャケットには瀬戸燦と江戸前留奈のメイド姿がプリントされている。前作同様初回生産分には、瀬戸燦と江戸前留奈の特製カードがランダムに封入されている。メインボーカルは、人気投票とラジオ内で行われたゲーム等を総合して燦が採用された。
収録曲
1. Dan Dan Dan [4:00]
作詞：松井五郎、作曲・編曲：鳴瀬シュウヘイ
2. your gravitation SUN & LUNAR version [4:10]
作詞・作曲・編曲：Funta
3. Dan Dan Dan（instrumental version）
4. your gravitation（instrumental version）

### 絶対乙女
「絶対乙女」（ぜったいおとめ）は、SUN&LUNARの3枚目のシングル。2008年10月29日にavex entertainmentから発売された。
表題曲「絶対乙女」は、『瀬戸の花嫁OVA 仁』のオープニングテーマとして使用された。カップリングとして表題曲の「SUN ver.」と「LUNAR ver.」が収録されている。ジャケットには瀬戸燦と江戸前留奈がプリントされている。
前作同様、初回限定盤には特製トレーディングカードが同梱された。また、初回限定盤にはノンテロップオープニングとプロモーションクリップに加え、主演声優2人によるコメントが収録されているDVDが封入された。
収録曲
CD
1. 絶対乙女 [4:22]
歌：SUN&LUNAR[メンバー 1]
作詞：松井五郎、作曲：桃井はるこ、編曲：鳴瀬シュウヘイ
2. 絶対乙女 ver.SUN [4:09]
歌：瀬戸燦（桃井はるこ）
編曲：鳴瀬シュウヘイ
3. 絶対乙女 ver.LUNAR [4:27]
歌：江戸前留奈（野川さくら）
編曲：酒井陽一
4. 絶対乙女 ver.vocaless [4:19]

DVD
1. 瀬戸の花嫁OVA 仁 ノンテロップオープニング
2. 瀬戸の花嫁OVA 仁 プロモーションクリップ
3. 桃井はるこ コメント映像
4. 野川さくら コメント映像

#### スタッフ
ミュージックスタッフ
- 絶対乙女
  - ボーカル: SUN&LUNAR
  - ギター:藤枝秀達
- ver.SUN
  - 編曲:鳴瀬シュウヘイ
- ver. LUNAR
  - 編曲:酒井陽一

レコーディングスタッフ
- レコーディングエンジニア:伊世 ise-mix 照明
- レコーディングスタッフ：AKA studio
- レコーディングコーディネーター：田中統英

CDスタッフ
- レーベルマネージャー：高谷与志人
- プロデューサー：大胡寬二
- ジャケットデザイン：ベッバーショッブ
- ジャケットコーディネート：梅津英樹
- 宣伝チーフ：久保田恭史
- 宣伝：齊藤雅哉
- 販促：松村一人、大井奈津子
- マスタリングエンジニア：山形カズヒロ、細萱抄織
- デスク：山村理香
- スーパーバイザー：堀健一郎
- ジャケットイラスト：森田和明

DVDスタッフ
- デレクション:IOGAUGE
- 撮影:羽田貴之

### 未来へGo
「未来へGo」（みらいへゴー）は、 DEKABANCHOのシングル。2008年11月28日にavex entertainmentからリリースされた。
DEKABANCHOは、テレビアニメ『瀬戸の花嫁』の登場人物、銭形巡（森永理科）、不知火明乃（喜多村英梨）の2人で構成されるユニット。「未来へGo」は、『瀬戸の花嫁OVA 仁』のエンディングテーマとして使用されている。ジャケットには、銭形巡と不知火明乃がプリントされている。初回生産分には、巡と明乃のトレーディングカードが封入されている。カップリングには表題曲のDEKAver.とBANCHOver.を収録している。
収録曲
1. 未来へGo [3:45]
歌：DEKABANCHO[メンバー 2]、作詞：松井五郎、作曲・編曲：Ryo
2. 未来へGo ver.DEKA [3:52]
歌：銭形巡（森永理科）、作詞：松井五郎、作曲：Ryo、編曲：五十嵐“IGAO”淳一
3. 未来へGo ver.BANCHO [3:57]
歌：不知火明乃（喜多村英梨）、作詞：松井五郎、作曲・編曲：Ryo
4. 未来へGo ver.vocaless [3:44]

#### スタッフ
ミュージックスタッフ
- 未来へGO
  - ボーカル:DEKABANCHO
  - ギター:Ryo
- ver.DEKA 　
  - 編曲:五十嵐IGAO淳一
- ver.BANCHO
  - 編曲:Ryo

レコーディングスタッフ
- レコーディングエンジニア:伊世 ise-mix 照明
- レコーディングスタッフ：AKA studio
- レコーディングコーディネーター：田中統英

CDスタッフ
- レーベルマネージャー：高谷与志人
- プロデューサー：大胡寬二
- ジャケットデザイン：ベッバーショッブ
- ジャケットコーディネート：梅津英樹
- 宣伝チーフ：久保田恭史
- 宣伝：齊藤雅哉
- 販促：松村一人、大井奈津子
- マスタリングエンジニア：山形カズヒロ、細萱抄織
- デスク：山村理香
- スーパーバイザー：堀健一郎
- ジャケットイラスト：森田和明

### 天使爛漫 Love Power
「天使爛漫 Love Power」（てんしらんまん ラブ・パワー）は、 瀬戸花えんじぇるずのシングル。2008年12月24日にavex entertainmentからリリースされた。
瀬戸花えんじぇるずは、テレビアニメ『瀬戸の花嫁』に登場する（桃井はるこ & 野川さくら & 喜多村英梨 & 森永理科 ）の4人で構成されるユニット。「天使爛漫 Love Power」は、『瀬戸の花嫁OVA 義』のオープニングテーマとして使用されている。カップリングには表題曲のSUN&LUNARver.とDEKABANCHOver.を収録している ジャケットには瀬戸燦、江戸前留奈銭形巡、不知火明乃のメイド姿をプリント、初回生産分には、瀬戸花えんじぇるずのトレーディングカードとノンテロップOPとPVに加え、瀬戸花えんじぇる役の4人の声優によるオーディオコメンタリーが収録されたDVDが同梱されている。
収録曲
（全作詞：松井五郎、作曲・編曲：鳴瀬シュウヘイ）
1. 天使爛漫 Love Power [4:28]
2. 天使爛漫 Love Power ver.SUN&LUNAR [4:42]
3. 天使爛漫 Love Power ver.DEKABANCHO [4:20]
4. 天使爛漫 Love Power ver.vocaless [4:25]

#### スタッフ
ミュージックスタッフ
- 天使爛漫 Love Power
  - ボーカル:瀬戸花えんじぇるず
  - ギター:Ryo
- ver.SUN&LUNAR
  - 編曲:鳴瀬シュウヘイ
- ver.DEKABANCHO
  - 編曲:Ryo

レコーディングスタッフ
- レコーディングエンジニア:伊世 ise-mix 照明
- レコーディングスタッフ：AKA studio
- レコーディングコーディネーター：田中統英

CDスタッフ
- レーベルマネージャー：高谷与志人
- プロデューサー：大胡寬二
- ジャケットデザイン：ベッバーショッブ
- ジャケットコーディネート：梅津英樹
- 宣伝チーフ：久保田恭史
- 宣伝：齊藤雅哉
- 販促：松村一人、大井奈津子
- マスタリングエンジニア：山形カズヒロ、細萱抄織
- デスク：山村理香
- スーパーバイザー：堀健一郎
- ジャケットイラスト：森田和明

### 梯 -かけはし-
「梯 -かけはし-」（かけはし）は、SUN&LUNARの4作目のシングル。2009年1月30日にavex entertainmentからリリースされた。
「梯 -かけはし-」は、『瀬戸の花嫁OVA 義』のエンディングテーマとして使用されている。ジャケットには、瀬戸燦と江戸前留奈が橋の上で佇んでいる様子がプリントされている。初回生産分には、燦と留奈のトレーディングカードが封入されている。カップリングには前作『絶対乙女』同様、表題曲のSUNver.とLUNARver.を収録している
収録曲
（全作詞・作曲・編曲：桃井はるこ）
1. 梯 -かけはし- [4:03]
  - 歌：SUN&LUNAR[メンバー 1]
2. 梯 -かけはし- ver.SUN [4:01]
  - 歌：瀬戸燦（桃井はるこ）
3. 梯 -かけはし- ver.LUNAR [4:45]
  - 歌：江戸前留奈（野川さくら）
4. 梯 -かけはし- ver.vocaless [4:03]

#### スタッフ
ミュージックスタッフ
- 梯 -かけはし-
  - ボーカル:SUN&LUNAR
- ver.SUN
  - 編曲:五十嵐IGAO淳一
- ver.LUNAR
  - 編曲:鳴瀬シュウヘイ

レコーディングスタッフ
- レコーディングエンジニア:伊世 ise-mix 照明
- レコーディングスタッフ：AKA studio
- レコーディングコーディネーター：田中統英

CDスタッフ
- レーベルマネージャー：高谷与志人
- プロデューサー：大胡寬二
- ジャケットデザイン：ベッバーショッブ
- ジャケットコーディネート：梅津英樹
- 宣伝チーフ：久保田恭史
- 宣伝：齊藤雅哉
- 販促：松村一人、大井奈津子
- マスタリングエンジニア：山形カズヒロ、細萱抄織
- デスク：山村理香
- スーパーバイザー：堀健一郎
- ジャケットイラスト：森田和明

## ライブソング
『瀬戸の花嫁 ライブソング』は、2007年に放送されたテレビアニメシリーズ『瀬戸の花嫁』の ライブソングシングルシリーズ。2007年05月23日にavex entertainmentから全2枚が3000枚の限定でリリースされた。

### SUN your gravitation
歌は瀬戸燦（桃井はるこ）。
収録曲
1. your gravitation
作詞作曲・編曲：Funta
2. your gravitation -instrumental version-

### LUNAR Lunarian
歌は江戸前留奈（野川さくら）。
収録曲
1. Lunarian
作詞・作曲・編曲：Funta
2. Lunarian -instrumental version-

## キャラクターソング
『瀬戸の花嫁 キャラクターソング』（せとのはなよめ キャラクターソング）は、2007年に放送されたテレビアニメシリーズ『瀬戸の花嫁』のキャラクターソングシングルシリーズ。2007年6月27日から2007年10月3日までにavex entertainmentから全6枚がリリースされた。
Vol.1 - 3には劇中で使われた挿入歌、Vol.4 - 6には、A面のRemixに加えVol.1 - 3のA面のRemix楽曲が収録されている。Vol.4 - 6のRemix楽曲のリミキサーはFuntaである。
初回特典として特製トレーディングカードが封入された。

### Vol.1
歌は瀬戸燦（桃井はるこ）。
収録曲
1. Brand-new mind [4:22]
作詞：森由里子、作曲・編曲：草野よしひろ
2. 英雄の詩 [3:39]
作詞：松井五郎、作曲・編曲：高梨康治
3. Brand-new mind（オリジナル・カラオケ）
4. 英雄の詩（オリジナル・カラオケ）

### Vol.2
歌は江戸前留奈（野川さくら）。
収録曲
1. Wishing! [4:00]
作詞・作曲・編曲：Funta
2. 夏かぎりのイマージュ [3:22]
作詞：松井五郎、作曲・編曲：ぷりん
3. Wishing!（オリジナル・カラオケ）
4. 夏かぎりのイマージュ（オリジナル・カラオケ）

### Vol.3
収録曲
1. GAP [4:05]
歌：銭形巡（森永理科）、作詞：松井五郎、作曲：木之下慶行、編曲：関洋二郎
2. 祭りの詩-NON STOP!!!- [4:08]
歌：瀬戸燦（桃井はるこ）＆江戸前留奈（野川さくら）、作詞・作曲・編曲：Funta
3. GAP（オリジナル・カラオケ）
4. 祭りの詩-NON STOP!!!-（オリジナル・カラオケ）

### Vol.4
収録曲
1. ヒットマン!! [4:06]
歌：巻（桑谷夏子）、作詞：松井五郎、作曲：大田黒裕司、編曲：梅堀淳
2. ヒットマン!!（instrumental version）
3. Brand-new mind（Re-mix version）[4:24]
歌：瀬戸燦（桃井はるこ）
4. ヒットマン!!（Re-mix version）[4:24]
歌：巻（桑谷夏子）

### Vol.5
収録曲
1. Who are you? [4:31]
歌：委員長（力丸乃りこ）、作詞：松井五郎、作曲：Funta、編曲：ぷりん
2. Who are you?（instrumental version）
3. GAP（Re-mix version） [4:09]
歌：銭形巡（森永理科）
4. Who are you?（Re-mix version） [4:18]
歌：委員長（力丸乃りこ）

### Vol.6
収録曲
1. らせん [4:18]
歌：不知火明乃（喜多村英梨）、作詞：松井五郎、作曲・編曲：草野よしひろ
2. らせん（instrumental version）
3. Wishing!（Re-mix version） [4:37]
歌：江戸前留奈（野川さくら）
4. らせん（Re-mix version） [4:46]
歌：不知火明乃（喜多村英梨）

### スタッフ
- レーベルマネージャー：鈴木篤志
- プロデューサー：大胡寬二
- ジャケットデザイン：ベッバーショッブ
- ジャケットコーディネート：佐々木樹里
- 宣伝チーフ：久保田恭史
- 宣伝：齊藤雅哉
- 販促：大井奈津子
- マスタリングエンジニア：山形カズヒロ、細萱抄織
- デスク：佐野圭以子
- スーパーバイザー：高木政臣
- ジャケットイラスト：森田和明

## アルバム
『瀬戸の花嫁 アルバム』（せとのはなよめ アルバム）は、2007年に放送されたテレビアニメシリーズ『瀬戸の花嫁』のアルバムシリーズ。2007年から2009年にavex entertainment(avex trax)から全5枚がリリースされた。
放送終了後の2007年12月19日に瀬戸燦のミニアルバム『瀬戸の花嫁 ミニアルバム SUNSHINE』と江戸前留奈のミニアルバム『瀬戸の花嫁 ミニアルバム SUNSHINE』が発売され、2008年2月27日に主題歌や挿入歌、キャラソンなどを収録した『瀬戸の花嫁 歌謡全集 仁侠篇 』『瀬戸の花嫁 歌謡全集 人魚篇 』が発売された。
2009年3月4日には、OVAの主題歌や挿入歌などを収録した『瀬戸の花嫁 OVA ミニアルバム 仁義』がエイベックス・エンタテインメントより発売日された。

### 瀬戸の花嫁 ミニアルバム SUNSHINE
収録曲
歌は全て瀬戸燦（桃井はるこ）
1. Romantic summer SUN ver.　
作詞・作曲・編曲 - 桃井はるこ
2. 涙一輪
作詞:松井五郎 / 作曲・編曲:梅堀淳
3. your gravitation　SUN ver. 
作詞・作曲・編曲 - Funta
4. 英雄の詩
作詞：松井五郎、作曲・編曲：高梨康治
5. 祭りの詩-NON STOP!!!-　SUN ver. 
作詞・作曲・編曲：Funta
6. 眠りの詩
作詞：不明、作曲・編曲：梅堀淳
7. Brand-new mind
作詞：森由里子、作曲・編曲：草野よしひろ
8. ガラスの指輪 
作詞：松井五郎、作曲・編曲：佐藤宣彦
9. Dan Dan Dan SUN ver.　
作詞 - 松井五郎 、作曲・編曲 - 鳴瀬シュウヘイ

### 瀬戸の花嫁 ミニアルバム MOONLIGHT
収録曲
歌は全て江戸前留奈（野川さくら）
1. Romantic summer LUNAR ver.
作詞・作曲・編曲 - 桃井はるこ
2. 夏かぎりのイマージュ
作詞：松井五郎、作曲・編曲：ぷりん
3. 「Lunarian」
作詞・作曲・編曲 :Funta 、振り付け:MINAKO
4. your gravitation
作詞・作曲・編曲 - Funta /
5. 祭りの詩-NON STOP!!!-　LUNAR ver. 
作詞・作曲・編曲：Funta
6. 戦いの詩
作詞:松井五郎、作曲・編曲 - ぷりん
7. Wishing!
作詞・作曲・編曲：Funta
8. ULTRA☆LOVE 
作詞・作曲・編曲：Funta
9. Dan Dan Dan LUNAR ver.　
作詞 - 松井五郎 、作曲・編曲 - 鳴瀬シュウヘイ

### 瀬戸の花嫁 歌謡全集 仁侠篇
収録曲
1. 涙一輪
歌:瀬戸燦（桃井はるこ）、作詞:松井五郎 / 作曲・編曲:梅堀淳
2. 英雄の詩
歌:瀬戸燦（桃井はるこ）作詞：松井五郎、作曲・編曲：高梨康治
3. 祭りの詩-NON STOP!!!-
歌：瀬戸燦（桃井はるこ）＆江戸前留奈（野川さくら）、作詞・作曲・編曲：Funta
4. 戦いの詩
歌:江戸前留奈（野川さくら）、作詞:松井五郎、作曲・編曲 - ぷりん
5. your gravitation
歌:江戸前留奈（野川さくら）、作詞・作曲・編曲 - Funta / 歌 - LUNAR（野川さくら）
6. 「Lunarian」
歌 :LUNAR（野川さくら）、作詞・作曲・編曲 :Funta 、振り付け:MINAKO
7. 夏かぎりのイマージュ
歌:江戸前留奈（野川さくら）、作詞：松井五郎、作曲・編曲：ぷりん
8. ガラスの指輪 
歌:瀬戸燦（桃井はるこ）、作詞：松井五郎、作曲・編曲：佐藤宣彦
9. ULTRA☆LOVE 
歌::江戸前留奈（野川さくら）、作詞・作曲・編曲：Funta
10. 個人戦士 オレダム 
歌:原田謙太、作詞：上江洲誠、作曲・編曲:五十嵐IGAO淳一
11. Love Hearts 
歌:cookie（桑谷夏子）、作詞:松井五郎、作曲・編曲 ｖ酒井陽一
12. Romantic summer(八中女子やりすぎMIX) 
歌:銭形巡、委員長（森永理科、力丸乃りこ）、作詞・作曲・編曲：桃井はるこ
13. そして愛の迷路 
歌:政&永澄母（村瀬克輝&並木のり子）、作詞:松井五郎、作曲・編曲:梅堀淳
14. そして仁侠の道
歌:政（村瀬克輝）&永澄（水島大宙）作詞:松井五郎、作曲・編曲:梅堀淳

### 瀬戸の花嫁 歌謡全集 人魚篇
収録曲
1. Romantic summer -Album ver.-　
歌:SUN&LUNAR(桃井はるこ&野川さくら）、作詞・作曲・編曲 - 桃井はるこ
2. 明日への光
歌:樋井明日香、作詞・作曲・編曲: 佐々倉有吾
3. Dan Dan Dan-Album ver.-　
歌:SUN&LUNAR桃井はるこ&野川さくら）、作詞 - 松井五郎 、作曲・編曲 - 鳴瀬シュウヘイ
4. Brand-new mind
歌：瀬戸燦（桃井はるこ）作詞：森由里子、作曲・編曲：草野よしひろ
5. Wishing!
作詞・作曲・編曲：Funta
6. GAP
歌：銭形巡（森永理科）、作詞：松井五郎、作曲：木之下慶行、編曲：関洋二郎
7. ヒットマン!!
歌：巻（桑谷夏子）、作詞：松井五郎、作曲：大田黒裕司、編曲：梅堀淳
8. Who are you?
歌：委員長（力丸乃りこ）、作詞：松井五郎、作曲：Funta、編曲：ぷりん
9. らせん
歌：不知火明乃（喜多村英梨）、作詞：松井五郎、作曲・編曲：草野よしひろ
10. What a wonder!
歌：SUN&LUNAR（桃井はるこ&野川さくら）、作詞：松井五郎、作曲：テリエイツ、編曲：吉見緋出暉
11. Psychedelic Brother
歌:海（小野大輔）&サル（矢部雅史）、作詞:松井五郎、作曲・編曲:梅堀淳
12. Don’t Worry Be Happy
歌：燦（桃井はるこ）&永澄（水島大宙）、作詞:松井五郎、作曲・編曲:梅堀淳
13. 瀬戸内仁侠道
歌:政（村瀬克輝）&永澄（水島大宙）、作詞:松井五郎、作曲・編曲:梅堀淳
14. 涙一輪 -蓮さんver.-
歌:瀬戸蓮（鍋井まき子）、作詞:松井五郎 / 作曲・編曲:梅堀淳

### 瀬戸の花嫁 OVA ミニアルバム 仁義
収録曲
1. 楽しい詩
歌:瀬戸燦（桃井はるこ）、作詞 - 松井五郎、作曲・編曲 - 水谷広実
2. 激しい詩
歌:江戸前留奈（野川さくら）、作詞:松井五郎、作曲・編曲 - 高梨康治
3. Romantic summer 2009 
瀬戸花えんじぇるず（桃井はるこ、野川さくら、森永理科、喜多村英梨）、作詞・作曲・編曲:桃井はるこ
4. 絶対乙女(OVA size)
歌:SUN&LUNAR(桃井はるこ&野川さくら）、作詞:松井五郎、作曲:桃井はるこ、編曲:鳴瀬シュウヘイ
5. 未来へGo(OVA size)
歌:DEKABANCHO(森永理科、喜多村英梨)、作詞:松井五郎、作曲・編曲:Ryo
6. 天使爛漫 Love Power(OVA size)
作詞 - 松井五郎 / 作曲・編曲 - 鳴瀬シュウヘイ / 歌 - 瀬戸花えんじぇるず（桃井はるこ、野川さくら、森永理科、喜多村英梨）
7. 梯 -かけはし-(OVA size)
SUN&LUNAR(桃井はるこ&野川さくら）、作詞・作曲・編曲:桃井はるこ
8. 絶対乙女 (ver.BGM arrange)
9. 天使爛漫 Love Power (ver.BGM arrange)
10. ホラー(サーたんのテーマ)
11. 楽しい詩 (ver.vocalless)
12. 激しい詩 (ver.vocalless)
13. Romantic summer 2009 (ver.vocalless)

### スタッフ
- レーベルマネージャー：鈴木篤志
- プロデューサー：大胡寬二
- 宣伝チーフ：久保田恭史
- 宣伝：齊藤雅哉
- 販促：大井奈津子
- マスタリングエンジニア：山形カズヒロ、細萱抄織
- デスク：山村理香
- スーパーバイザー：堀健一郎
- ジャケットコーディネート：佐々木樹里
- ジャケットデザイン：ベッバーショッブ
- ジャケットイラスト：森田和明

## ドラマCD

### 2004年版
フロンティアワークスより2004年11月26日に1巻、2005年1月28日に2巻が発売された。千葉繁が演じるオリジナルキャラクター「泉」も登場する。
※キャスト・スタッフはCD付属のブックレットより
キャスト（1巻）
- 瀬戸燦：田中理恵
- 満潮永澄：鈴村健一
- 瀬戸豪三郎：内海賢二
- 瀬戸蓮：三石琴乃
- 永澄父：島田敏
- 永澄母：天野由梨
- 祖母：定岡小百合
- 泉：千葉繁
- 政：竹本英史
- 巻：斉藤千和
- オクトパス中島：松本吉朗
- 組員１：永野善一
- 組員２：出村貴

キャスト（2巻）
- 瀬戸燦：田中理恵
- 満潮永澄：鈴村健一
- 瀬戸豪三郎：内海賢二
- 瀬戸蓮：三石琴乃
- 永澄父：島田敏
- 永澄母：天野由梨
- 祖母：定岡小百合
- 泉：千葉繁
- 政：竹本英史
- 巻：斉藤千和
- オクトパス中島、猿飛秀吉：松本吉朗
- 銭型巡：広橋涼
- 委員長：後藤沙緒里
- 不良1:宮本克哉

スタッフ
- 原作 - 木村太彦「瀬戸の花嫁」(ガンガンWINGコミックススクウェア・エニックス刊)
- エグゼクティブプロデューサー - 及川武（フロンティアワークス）
- プロデューサー - 松澤博（フロンティアワークス）
- 演出 - 関根奈美（1巻）、高橋秀雄（2巻）
- 脚本 - 白瀧由裕
- 音楽 - ゼロデシベル
- 録音 - 武藤雅人（録音スタジオ）、徳久智成（1巻、T＆T）、松本直行（2巻、ハイプライト）
- 調整 - 成田一朋（PigFat）
- 音響監督 - 森賢一
- スタジオ - ドリーム・フォース、録音スタジオ（1巻）、T＆T、（1巻）、タバック（2巻）、ハイプライト（2巻）
- マスタリング - ハイプライト
- 制作担当 - 榎木崇宏（1巻）、藤井雅子
- 音響制作 - ドリームフォース
- デザイン - 石阪嘉康（QaIatta）
- イラスト・挿絵 - 木村太彦
- スペシャルサンクス
  - 小川勇（スクウェア・エニックス）
  - 阿南貞司（スクウェア・エニックス）
  - 裏野広次（スクウェア・エニックス）
  - ガンガンWING編集部
  - アーツビジョン
  - アイムエンターテイメント
  - 青二プロダクション
  - 81プロデュース
  - 賢プロダクション
  - ドラマチック・デパートメント
  - マウスプロモーション
  - ラブライブ

### アニメ版
ドラマCDは他に、 『瀬戸内番外地 幸福の食卓篇』『瀬戸内番外地 マイ・ルーム篇』『「放課後ラブハーツ」スペシャルドラマＣＤ』『瀬戸の花嫁外伝・怒羅魔』があるが、全て付録での発売で非売品。

#### 瀬戸内番外地 恋の夕凪篇
収録内容
1. 新幹線車内その1プロローグ [01:20]
2. ボンジュースの思い出 [02:26]
3. 2番目のキス 35%は経験済み!? [04:36]
4. 守れ貞操の危機! [03:56]
5. 満潮家の夜 [01:24]
6. 瀬戸家の朝 [01:20]
7. コンピラさんデート [10:07]
8. 燦ちゃんの母校でデート [05:21]
9. 夕暮れビーチでデート 03:43]
10. セカンドキスは誰のもの!? [04:44]
11. 新幹線車内その2大好きなお人形遊び [01:25]
12. ナイスフォロー!? [01:25]
13. スタンドバイミー永澄漢気試験 [06:17]
14. 先行き不安な婿殿 [02:31]
15. 忍び寄る怪音 [04:24]
16. 襲い来る半魚人 [01:56]
17. 永澄の漢気!? [03:06]
18. 豪ちゃん最後の大仕掛け?? [02:14]
19. 山寺の幽霊 [05:23]
20. 漢 永澄 [02:07]
21. 新幹線車内その3::エピローグ [03:42]

キャスト
瀬戸燦：桃井はるこ
満潮永澄：水島大宙
巻：桑谷夏子
瀬戸豪三郎：三宅健太
瀬戸蓮：鍋井まき子
政：村瀬克輝
永澄の父：伊丸岡篤
永澄の母：並木のり子
マグ郎：原沢勝広
車内販売員：瀬那歩美
スタッフ
- 原作:木村太彦
- 掲載:月刊「ガンガンウイング」(スクウェア・エニックス)
- 脚本:富士圭
- 監修:上江洲誠
- 音楽:高梨康治
- 音響監督:飯田里樹
- 録音:ビーオンスタジオ
- 音響制作:ダックスプロダクション

CDスタッフ
- レーベルマネージャー：鈴木篤志（avex entertainment）
- プロデューサー：大胡寬二（avex entertainment）
- ジャケットデザイン：古賀学(ベッバーショッブ)
- ジャケットコーディネート：川端昭雄（avex marketing）
- 宣伝チーフ：久保田恭史（avex entertainment）
- 宣伝：齊藤雅哉（avex entertainment）
- 販促チーフ：三鍋尚哉（avex marketing）
- 販促：大井奈津子（avex marketing）
- マスタリングエンジニア：山形カズヒロ、細萱抄織、舟蔵嘉剛
- デスク：佐藤圭似子（avex entertainment）
- スーパーバイザー：高木政臣（avex entertainment）
- ジャケットイラスト：森田和明
- スペシャルサンクス
  - 小川勇（スクウェアエニックス）
  - 窪田健一（スクウェアエニックス）
  - 木村康貴（スクウェアエニックス）
  - 阿南貞司（スクウェアエニックス）
  - 竹石信彦（スクウェアエニックス）
  - 青木隆夫（ゴンゾー）
  - 丹野英樹（GDH）
  - 岸誠二

## ラジオCD

### 瀬戸の花嫁 ラジオCD 嫁入りラジオ Vol.1
2007年8月22日に発売。インターネットラジオ「瀬戸の花嫁 嫁入りラジオ」の第1回〜13回と特別版を収録。
収録内容
CD1
1. 特別版1

CD2
1. 第1回（2007年4月6日放送分）
2. 第2回（2007年4月13日放送分）
3. 第3回（2007年4月20日放送分）
4. 第4回（2007年4月27日放送分）
5. 第5回（2007年5月4日放送分）
6. 第6回（2007年5月11日放送分）
7. 第7回（2007年5月18日放送分）
8. 第8回（2007年5月25日放送分）
9. 第9回（2007年6月1日放送分）
10. 第10回（2007年6月8日放送分）
11. 第11回（2007年6月15日放送分）
12. 第12回（2007年6月22日放送分）
13. 第13回（2007年6月29日放送分）

### 瀬戸の花嫁 ラジオCD 嫁入りラジオ Vol.2
2007年11月28日に発売。インターネットラジオ「瀬戸の花嫁 嫁入りラジオ」の14回〜26回と特別版を収録。
収録内容
CD1
1. 特別版1

CD2
1. 第14回（2007年7月6日放送分）
2. 第15回（2007年7月13日放送分）
3. 第16回（2007年7月20日放送分）
4. 第17回（2007年7月27日放送分）
5. 第18回（2007年8月3日放送分）
6. 第19回（2007年8月10日放送分）
7. 第20回（2007年8月17日放送分）
8. 第21回（2007年8月24日放送分）
9. 第22回（2007年8月31日放送分）
10. 第23回（2007年9月7日放送分）
11. 第24回（2007年9月14日放送分）
12. 第25回（2007年9月21日放送分）
13. 第26回（2007年9月28日放送分）

### CDスタッフ
- レーベルマネージャー：鈴木篤志（avex entertainment）
- プロデューサー：大胡寬二（avex entertainment）
- ジャケットデザイン：ベッバーショッブ
- ジャケットコーディネーター：佐々木樹里（avex marketing）
- 宣伝：齊藤雅哉（avex entertainment）
- 販促：大井奈津子（avex marketing）
- マスタリングエンジニア：山形カズヒロ、細萱抄織
- デスク：佐野圭似子（avex entertainment）
- ラジオディレクション・構成：伊福部崇
- ラジオ制作アシスタント：日比野収
- ラジオ制作進行：小原康貴
- スペシャルサンクス：丹野秀樹、青木ちょぴー隆夫、瀬戸の花嫁 嫁入りラジオのリスナーの皆様

### ユニットメンバー
1. 1 2 3 4 5 6 7 8 9 10 11 12 13 14 15  瀬戸燦（桃井はるこ）、江戸前留奈（野川さくら）
2. 1 2 3 4  銭形巡（森永理科）、不知火明乃（喜多村英梨）
3. 1 2 3  瀬戸燦（桃井はるこ）、江戸前留奈（野川さくら）、不知火明乃（喜多村英梨）、銭形巡（森永理科）